# Церква Воздвиження Чесного Хреста (Броди)
Церква Воздвиження Чесного Хреста — колишній парафіяльний храм (спочатку православний, потім УГКЦ) у місті Броди (нині Львівська область, Україна). 3-я за часом появи парафіяльна церква Бродів. Розташовувалась на місці колишніх «стрілецьких касарень».
Існувала в другій половині XVII століття в дільниці Бродів, яку називали «Нове місто». Самостійна парафія при церкві згадана в документах 1661 року. Богослужіння в храмі якийсь час не проводилось через конфлікт міщанина Леська Куклича з парохом та парафіянами, зокрема, 1663 року. Невдовзі після зведення храму при ній почала діяти школа-«дяківка», при школі була кімната, де мешкали вкрай бідні, сироти.
1808 року було прийняте рішення про її розбирання, що зробили 1830-го. Парафіяни у 1811 році були прилучені до парафії при церкві Різдва Богородиці.
Парохи: о. Ігнатій Мрозовський (1662) о. Павло Молитвик (1660).